# Hadjatjavtalet
Hadjatjavtalet (ukrainska: Гадяцький договір; polska: Unia hadziacka) var ett avtal från 16 september 1658 som betydde en zaporizjakosackisk brytning med ryssarna och samarbete med Polsk-litauiska samväldet och Krimkhanatet. Hetmanen Ivan Vygovskij tecknade i hemlighet avtalet med Polsk-litauiska samväldet vilket syftade till en federativ union mellan Polsk-litauiska samväldet och Rutenien (Lillryssland), där den kosackiska toppen skulle få samma rättigheter och privilegier som samväldets adeln (szlachtan). För majoriteten av de övriga kosackerna innebar avtalet en återgång till tidigare förhållanden, det vill säga det polsk-litauiska feodalsystemets överhöghet.

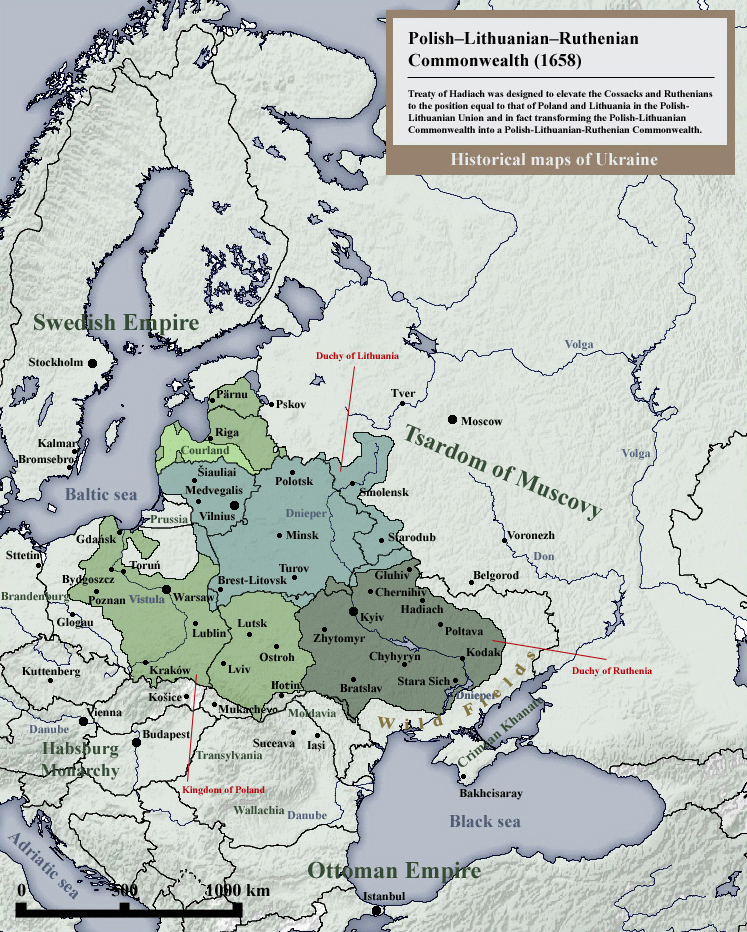
Polsk-litauiska-rutenien samväldet (1658)